# Manitoba-Schulfrage

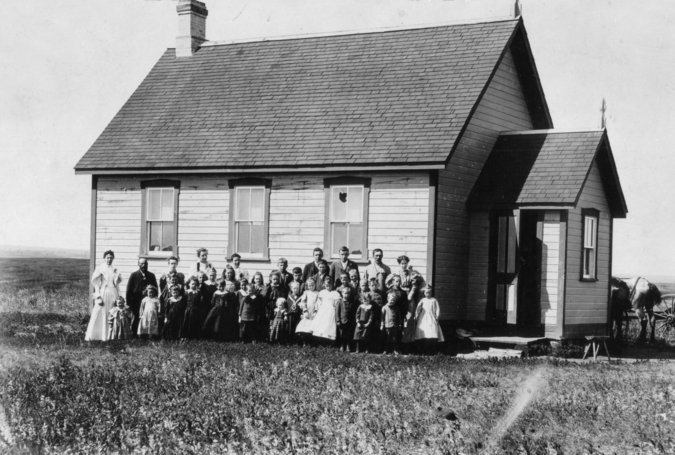
Schule in Wood Lake, Manitoba

Als Manitoba-Schulfrage (engl. Manitoba Schools Question, frz. Question des écoles du Manitoba) wird eine Krise bezeichnet, die Ende des 19. Jahrhunderts das politische Geschehen Kanadas dominierte. Die Regierung der Provinz Manitoba stellte 1890 die finanzielle Unterstützung katholischer Schulen ein und entzog der französischen Sprache den Status als Amtssprache. Zwar konnte 1896 ein Kompromiss gefunden werden, doch die verfassungswidrige Maßnahme führte dazu, dass das Französische in Westkanada fast vollständig außer Gebrauch geriet.

## Ursachen
1870 trat Manitoba nach Verhandlungen zwischen der Bundesregierung und der provisorischen Regierung von Louis Riel als fünfte Provinz der Kanadischen Konföderation bei. Das Gesetz zur Schaffung der Provinz, der Manitoba Act, sah unter anderem ein nach Konfessionen getrenntes Schulsystem vor, wie es in ähnlicher Form bereits in Québec existierte. Kurz vor Inkrafttreten des Gesetzes kamen weit mehr Siedler aus dem englischsprachigen Teil Kanadas an, insbesondere aus Ontario, als noch vor der Red-River-Rebellion, die sich teilweise gegen sie gerichtet hatte.
Der Manitoba Act hatte der englischen und französischen Sprache sowie protestantischen und katholischen Schulen die gleichen Rechte eingeräumt. Doch bereits in den achtziger Jahren des 19. Jahrhunderts stellten die zumeist protestantischen Englischsprachigen die überwiegende Bevölkerungsmehrheit. Viele französischsprachige Métis hatten die Provinz in Richtung Westen verlassen und Siedler aus Québec waren weitaus weniger zahlreich als solche aus Ontario. Nach der Fertigstellung der Canadian Pacific Railway nahm der Zustrom englischsprachiger Siedler weiter zu.
Einer der heftigsten Gegner getrennter französischer und englischer Schulen war Dalton McCarthy, der 1889 die Equal Rights Association (Gesellschaft zur Gleichberechtigung) gründete. Unter „gleichen Rechten“ verstand McCarthy eine gerechtere Vertretung in der Provinz anstatt Privilegien für den immer kleiner werdenden frankophonen Bevölkerungsteil. Unterstützt wurde er von Joseph Martin, dem Attorney General der Provinz und späteren Premierminister von British Columbia.

## Krise
Im März 1890 entzog die Provinzregierung von Thomas Greenway dem Französischen den Status als Amtssprache und stellte darüber hinaus die finanzielle Unterstützung katholischer Schulen durch den Staat ein. Das war ein klarer Verstoß gegen den zwanzig Jahre zuvor erlassenen Manitoba Act. Auf Anraten des kanadischen Premierministers John Macdonald klagten die Katholiken Manitobas vor dem Obersten Gericht der Provinz, das jedoch das Gesetz aufrechterhielt. Der Oberste Gerichtshof Kanadas entschied im Sinne des Manitoba Acts. Die letzte Instanz, das Justizkomitee des britischen Privy Councils, widerrief das Urteil und stützte 1895 die Entscheidung der Provinzregierung. Inzwischen hatte die Regierung der Nordwest-Territorien 1892 Französisch als Amtssprache ebenfalls abgeschafft.
Gemäß dem British North America Act, das den kanadischen Staat geschaffen hatte, hätte die Bundesregierung trotz der Entscheidung des Privy Councils intervenieren können. Die Manitoba-Schulfrage führte von Anfang an zu einer Spaltung innerhalb der regierenden Konservativen Partei, insbesondere weil nach Macdonalds Tod im Jahr 1891 keine starke Persönlichkeit die Partei anführte. Im Januar 1896 setzte die mittlerweile von Mackenzie Bowell geführte Regierung einen neuen katholischen Schulrat ein. Mehrere antikatholische Minister verließen daraufhin aus Protest die Regierung und Premierminister Bowell musste im April desselben Jahres eine Neuwahl ausrufen.

## Weitere Entwicklung
Der Schulkonflikt in Manitoba war Hauptthema der Unterhauswahl 1896. Die Konservative Partei war heillos zerstritten; ihre Abgeordneten in Québec waren erzürnt, dass die französische Sprache im Westen unterdrückt wurde, während die Abgeordneten aus Ontario sich auf die Seite des Oranier-Ordens stellte, der den Hass gegen Katholiken schürte. Die von Wilfrid Laurier, einem frankophonen Katholiken angeführte Liberale Partei profitierte von der Spaltung der Konservativen und erzielte eine deutliche absolute Mehrheit.
Laurier handelte mit Greenway einen Kompromiss aus. Katholischer Unterricht sollte in öffentlichen Schulen weiterhin erlaubt sein und das Französische wieder als Unterrichtssprache verwendet werden. Die Regelung betraf aber nur Schulen, wo es mindestens zehn französischsprachige Schüler gab. Es wurde auch ein katholischer Schulrat geschaffen, der aber ohne finanzielle Unterstützung der Provinzregierung auskommen musste. Viele Katholiken lehnten den Kompromiss ab und wandten sich sogar an Papst Leo XIII. Er entsandte Beobachter und kam wie Laurier in seiner Enzyklika Affari vos zum Schluss, dass angesichts der geringen Zahl verbliebener Katholiken der Kompromiss fair sei.
Der Kompromiss hatte keinen Einfluss auf den Status des Französischen als Amtssprache, mit der Folge, dass dessen Anwendung immer mehr zurückging. 1916 wurde die Garantie auf französischsprachigen Unterricht aus dem Kompromiss entfernt und Englisch war von nun an einzige Unterrichtssprache in Manitoba. Neben der Hinrichtung von Louis Riel im Jahr 1885 war die Manitoba-Schulfrage eine der Ursachen, dass der frankokanadische Nationalismus in Québec starken Auftrieb erhielt.